# 광덕산 (강원/경기)
광덕산(廣德山)은 대한민국 강원특별자치도 화천군과 철원군, 경기도 포천시의 군계(郡界)를 이루는 한북정맥의 한국의 화강암 산이다. 높이는 1,046미터이다.

## 같이 보기
- 한국의 산
- 한북정맥
- 한국의 화강암
- 포천시의 지질